# Lepidodasys martini
Lepidodasys martini är en djurart som tillhör fylumet bukhårsdjur, och som beskrevs av Adolf Remane 1926. Lepidodasys martini ingår i släktet Lepidodasys och familjen Lepidodasyidae. Arten är reproducerande i Sverige. Inga underarter finns listade i Catalogue of Life.